# Irish League 1924-1925
L'Irish League 1924-1925 è stata la 31ª edizione della prima divisione del campionato nordirlandese di calcio. 
Il campionato era formato da dodici squadre e il Glentoran vinse il titolo. Non vi furono retrocessioni.

## Classifica finale
| Pos. | Squadra        | G  | V  | N | P  | GF | GS | Punti |
| ---- | -------------- | -- | -- | - | -- | -- | -- | ----- |
| 1    | Glentoran      | 22 | 17 | 3 | 2  | 53 | 18 | 37    |
| 2    | Queen's Island | 22 | 13 | 6 | 3  | 48 | 23 | 32    |
| 3    | Belfast Celtic | 22 | 11 | 5 | 6  | 36 | 31 | 27    |
| 4    | Portadown      | 22 | 10 | 5 | 7  | 42 | 35 | 25    |
| 5    | Glenavon       | 22 | 11 | 2 | 9  | 45 | 36 | 24    |
| 6    | Linfield       | 22 | 10 | 2 | 10 | 34 | 31 | 22    |
| 7    | Ards           | 22 | 8  | 2 | 12 | 39 | 41 | 18    |
| 8    | Larne          | 22 | 7  | 4 | 11 | 30 | 47 | 18    |
| 9    | Barn           | 22 | 6  | 4 | 12 | 29 | 40 | 16    |
| 10   | Cliftonville   | 22 | 6  | 4 | 12 | 21 | 32 | 16    |
| 11   | Distillery     | 22 | 6  | 4 | 12 | 31 | 40 | 16    |
| 12   | Newry Town     | 22 | 5  | 3 | 14 | 33 | 67 | 13    |

G = Partite giocate; V = Vittorie; N = Nulle/Pareggi; P = Perse; GF = Goal fatti; GS = Goal subiti; 